# بادیوگسوات
بادیوگسوات (به مجاری:  Bágyogszovát) یک شهرستان مجارستان در مجارستان است که در دیور-موشون-شوپرون واقع شده‌است.

## خصوصیات
بادیوگسوات' ۲۴٫۰۷ کیلومترمربع مساحت و ۱٬۳۳۹ نفر جمعیت دارد.